# 黑頰無線鰨
黑頰無線鰨為輻鰭魚綱鰈形目鰨亞目舌鰨科的其中一種，為亞熱帶魚類，分布於西大西洋區，從美國紐約至佛羅里達、墨西哥灣半鹹水、海域，棲息深度0-183公尺，體長可達21公分，棲息在泥底質沿岸淺水域、河口區，以小型底棲性無脊椎動物為食，生活習性不明，可做為食用魚。

## 扩展阅读
維基物種上的相關：黑頰無線鰨